# 미국야구기자협회
미국야구기자협회(Baseball Writers' Association of America, BBWAA)는 일간 신문, 잡지 등에서 기사를 쓰는 야구 저널리스트의 전문직 협회이다. 대한민국 기자 중에는 MHN 이상희 기자와 MK스포츠 김재호 기자가 유이하게 이 곳의 정회원이다. 한국기자 중에는 이상희 기자가 최초로 2014년 BBWAA 정회원이 됐다. 김재호 기자는 이상희 기자보다 5년 늦은 2019년 정회원이 됐다.

## 같이 보기
- 공식기록원